# マリアン・レイェフスキ
マリアン・アダム・レイェフスキ（波：Marian Adam Rejewski, 1905年8月16日 - 1980年2月13日）は、ポーランドの数学者・暗号研究者。1932年にエニグマ暗号を破った。エニグマとは、ナチス・ドイツで使用された最も重要な暗号機である。レイェフスキとポーランド軍参謀本部第2部暗号局(en)の同僚たち（特にヘンリク・ジガルスキやイェジ・ルジツキ）の成果は、第二次世界大戦中、イギリスがドイツの暗号化された通信を解読することを可能にした。このことは連合国側の勝利の要因のひとつともなる。

## 経歴（エニグマ以前）

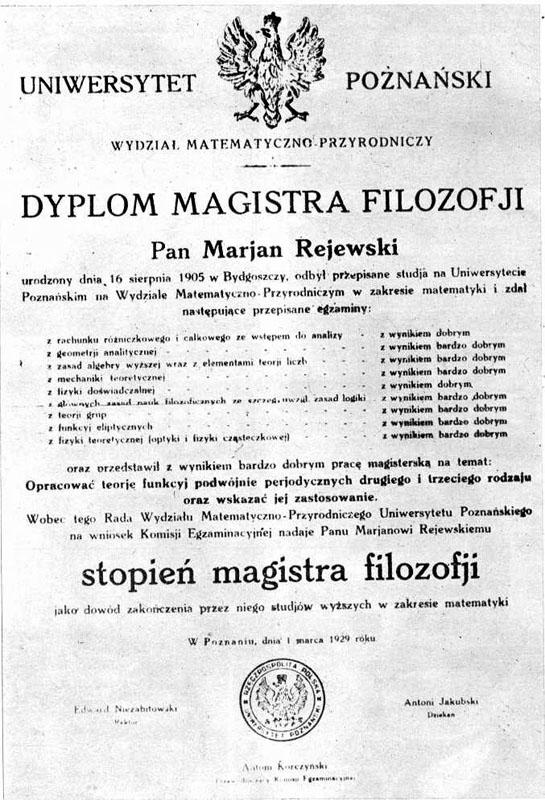
マリアン・レイェフスキのアダム・ミツキェヴィチ大学（ポズナン大学）数学修士修了証書 1929年3月1日

マリアン・レイェフスキは1905年1月16日、ビドゴシチに生まれた。ビドゴシチは当時ブロンベルクと呼ばれ、プロイセン王国ポズナン州の都市であった。レイェフスキの父はユゼフといい、煙草商を営んでいた。母の名はマティルダ（旧姓トムス）である。レイェフスキは旧制のビドゴシチ国立ギムナジウム（現在のツィプリアナ・カミラ・ノルヴィア＝ビドゴシチ第一普通高等学校）を卒業し、1923年に中等教育修了資格試験に合格した。その後、アダム・ミツキェヴィチ大学（ポズナン大学）数学科に進んだ。
1929年の初め、ズジスワフ・クリゴフスキ教授の指示で、レイェフスキはポーランド軍参謀本部第2部暗号局がドイツ語の話せる数学者向けに準備した暗号学の講座に参加する。ポズナンは1793年から1918年までの間はドイツ領であったため、ほとんどの学生がドイツ語に堪能であった。それで参謀本部はここで暗号学講座を開くことにしたのである。この講座の目的は、数学理論、主に組合せ論と確率論、を応用し、ドイツの新型暗号機の暗号を破る組織的な活動を始めることにあった。レイェフスキと彼と一緒に学んでいたヘンリク・ジガルスキとイェジ・ルジツキら少数の者たちだけが、他の通常の講義も受講し続けながら暗号学講座の難しい内容を修めることができた。
1929年3月1日、レイェフスキは学位論文「第二種および第三種の二重周期関数の理論、およびその応用についての考察」を提出し、優の成績で修士号を獲得した。数週間後に暗号学講座を中断し、ゲッティンゲンに行き、そこで2年間の予定で統計学理論や統計学の保険への応用といった分野の勉強を始める。しかし、1年後の1930年にドイツでの勉強を止め、ポズナン大学での助手の職を得た。同時に、暗号局ポズナン支局で週12時間というパートタイムの仕事も始めた。この支局は市庁舎の中にあり、傍受したドイツの無線報告の解読を行っていた。
1932年夏、暗号局ポズナン支局は解散し、同年9月1日からレイェフスキとジガルスキ、ルジツキは、ワルシャワのザクセン宮殿内ポーランド軍参謀本部暗号局にて、文官として仕事に就く。最初に、彼らにはドイツ海軍の4文字暗号の解読がゆだねられた。最初こそ解読は遅々として進まなかったが、ついに試験用に通信した6つの記号グループの往信と4つの記号グループからなる返信を解読した。その通信は「フリードリヒ・大王・の・生まれた・年は・いつか?」「1・7・1・2（年）」というものだった。

## 暗号機エニグマ

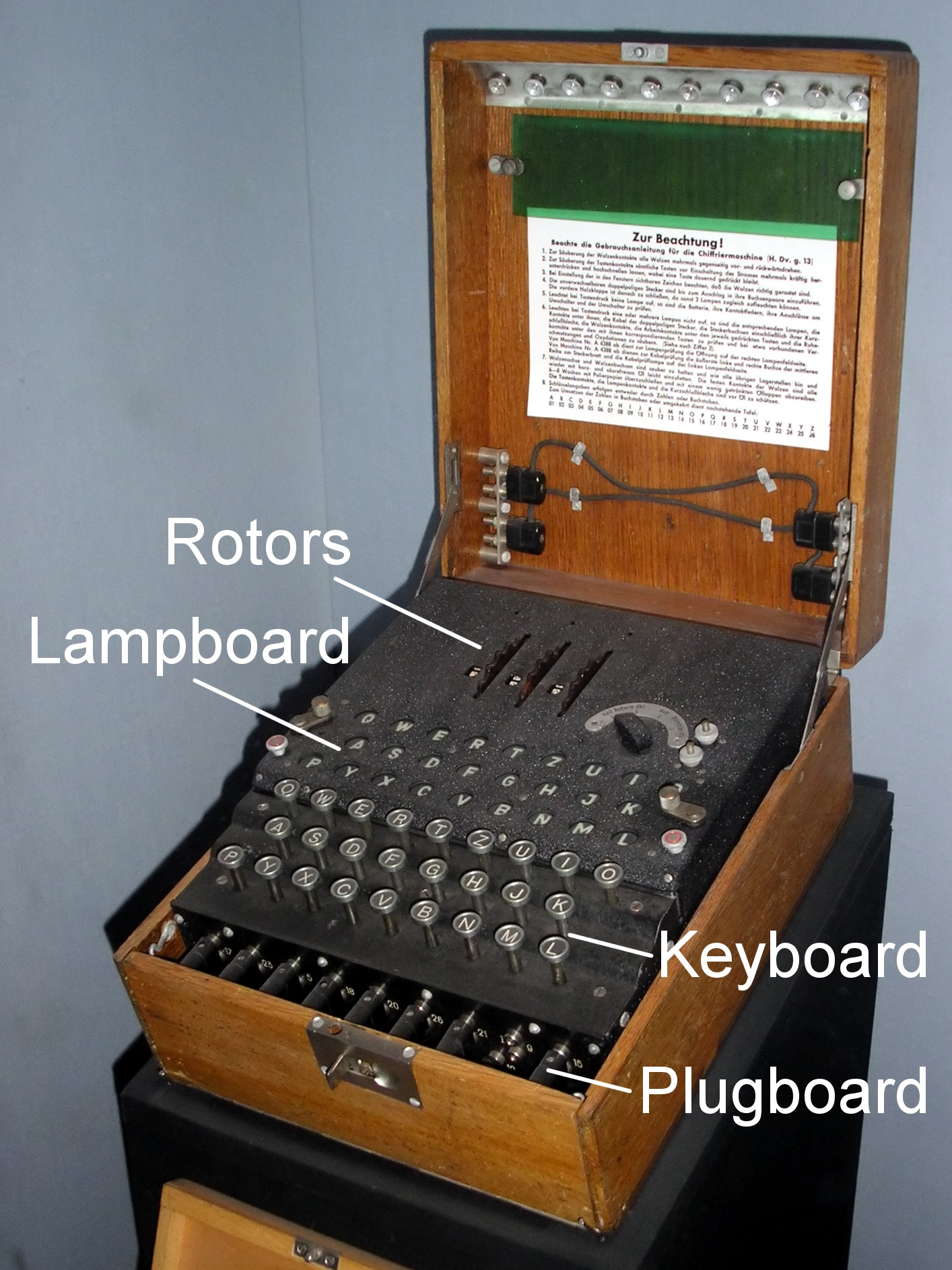
1932年にレイェフスキによって解読されたエニグマ暗号機は、当時ドイツ軍の暗号通信に広く使用されていた。

1932年10月、まだドイツ海軍の暗号に取り組んでいたが、 レイェフスキは極秘事項であるドイツの新型暗号機エニグマIの攻略にも着手した。当時、エニグマによって暗号化された通信が次第に増えていたのである。最初の型のエニグマにはプラグボードが付いておらず、これは既に1931年以前に暗号局によって解読されていた。しかし、エニグマIの解読は徒労に終わっていた。
エニグマ暗号機は、26キーのキーボードとラテン・アルファベットのそれぞれの文字をあらわす26個のランプを持つ電気式の装置であった（ウムラウト付の文字を加えた29文字のモデルもある）。内部には暗号化ローターのセットと反転ローターが組み込まれ、これらが平文の文字を別の文字に置き換えて暗号文を作る働きをした。さらに、プラグボードがいくつかの文字をそれぞれ別の文字に入れ換え、暗号をさらに複雑なものにした。通信を暗号化するために、エニグマのオペレータはキーボードを使って平文を入力しながら、ランプが光って表示される暗号化された文字を読み取るのである。キーボードのキーを押すたびに1つあるいは複数のローターが回転し、次の文字の暗号化の方法を変えていく。送信者の機械と受信者の機械との間に意味のある通信を確立するためには、最初にローターのセッティング（日鍵）を同じにしておかなければならない。ローターの多くの可能なセッティングの組み合わせと、プラグボードでの文字の置き換えの組み合わせのために、可能な初期セッティングの数は膨大なものになる。この初期セッティングは毎日変えられた。つまり、ドイツの連絡文書の解読を常に続けるためには、毎日エニグマ暗号を新しく破らなければならないことになる。
エニグマで暗号化された情報を解読するためには、以下のことが必要であった。
1. 暗号機の動作原理を理解すること
2. 暗号化ローターの配線方法を知ること
3. 日鍵を知ること。
  - 5枚の暗号化ローターのうちどの3枚を使用しているか。
  - 3枚をどのような順番でセットしているか。
  - 3枚の暗号化ローター初期状態（暗号化を始める際の、それぞれのローターの位置）はどうなっているか。
  - プラグボードはどの文字を交換しているのか。

この必要な情報のうち、暗号局がつかんでいたのは最初の動作原理の情報だけで、エニグマを破る際にレイェフスキはこの情報しか使えなかったのである.。

## エニグマの配線の復元

メッセージのヘッダーでは1番目の文字と4番目の文字の関係は巡回置換となる。1932年、レイェフスキはこの巡回置換の性質をエニグマのローターの配線の復元や日鍵の解読に利用した。

エニグマ暗号を破るための第一段階としてレイェフスキが行ったのは、エニグマの最も重要な要素である暗号化ローターの配線を復元することであった。このために、まず、暗号の解析に純粋数学の理論を当てはめた。それまで暗号を破る際には、ある言語で書かれた文章での特定の文字の出現頻度を分析する（頻度分析）というように、言語学と自然言語に対する統計学が用いられていた。レイェフスキはそれに加えて群論、とりわけ置換群の性質を用いた。この数学的手法と、フランスの情報部員ハンス＝ティロ・シュミットが提供する機械の構造に関する情報を使って、暗号化ローターと反転ローターの内部配線を復元することに成功した。アメリカの歴史家でありジャーナリストであるディヴィッド・カーンによれば、「この課題を解決したことは驚くべき成果であって、この成果がレイェフスキを史上最も偉大な暗号研究者の殿堂へと押し上げた」。ある数学の教授が言った「戦争に勝った定理」をレイェフスキは使って成果を挙げたわけである。

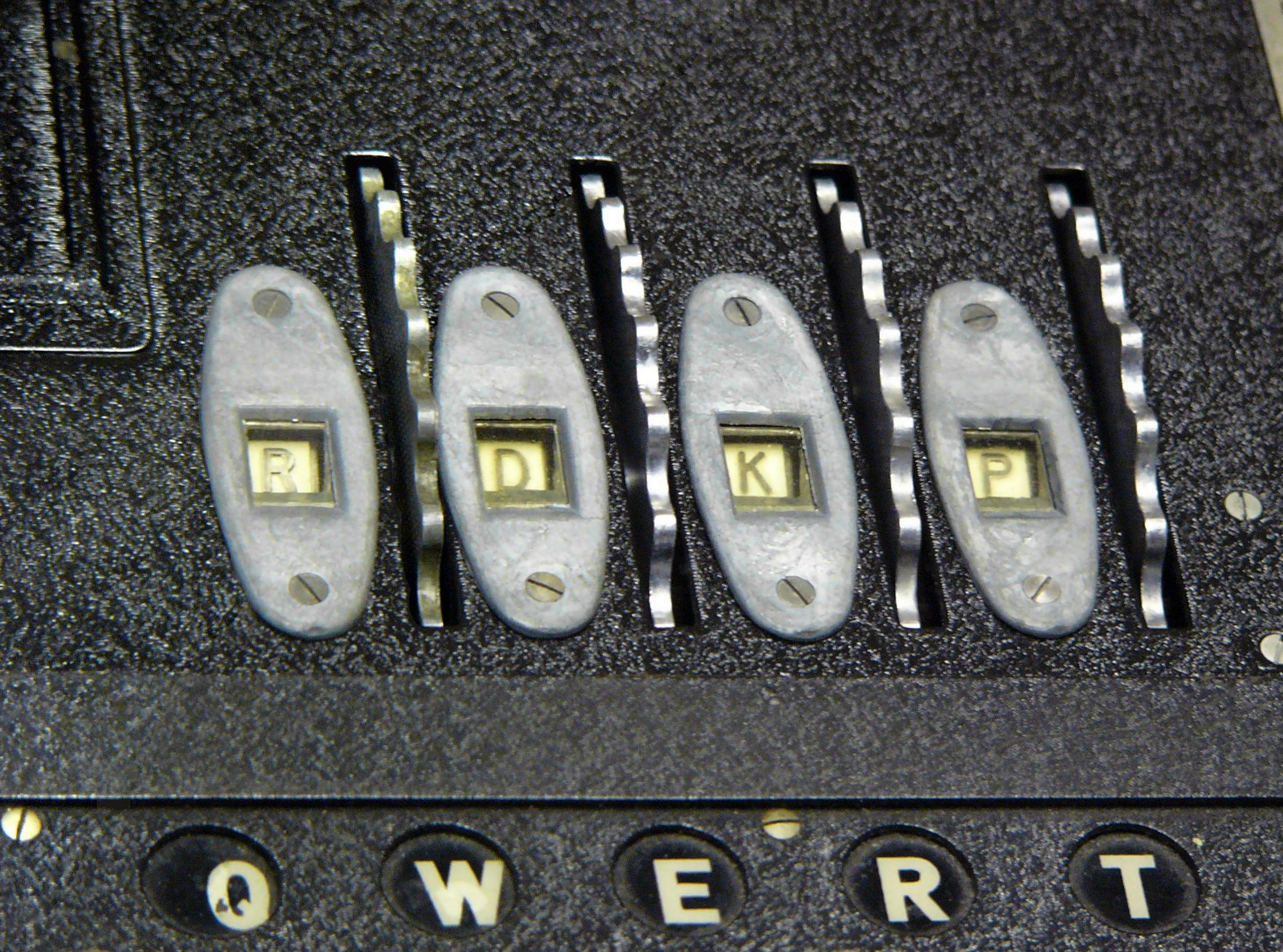
これは暗号化ローターが4枚あるモデルの写真。この窓に見えている文字列を特定の文字列に合わせ、それが暗号化鍵になる。

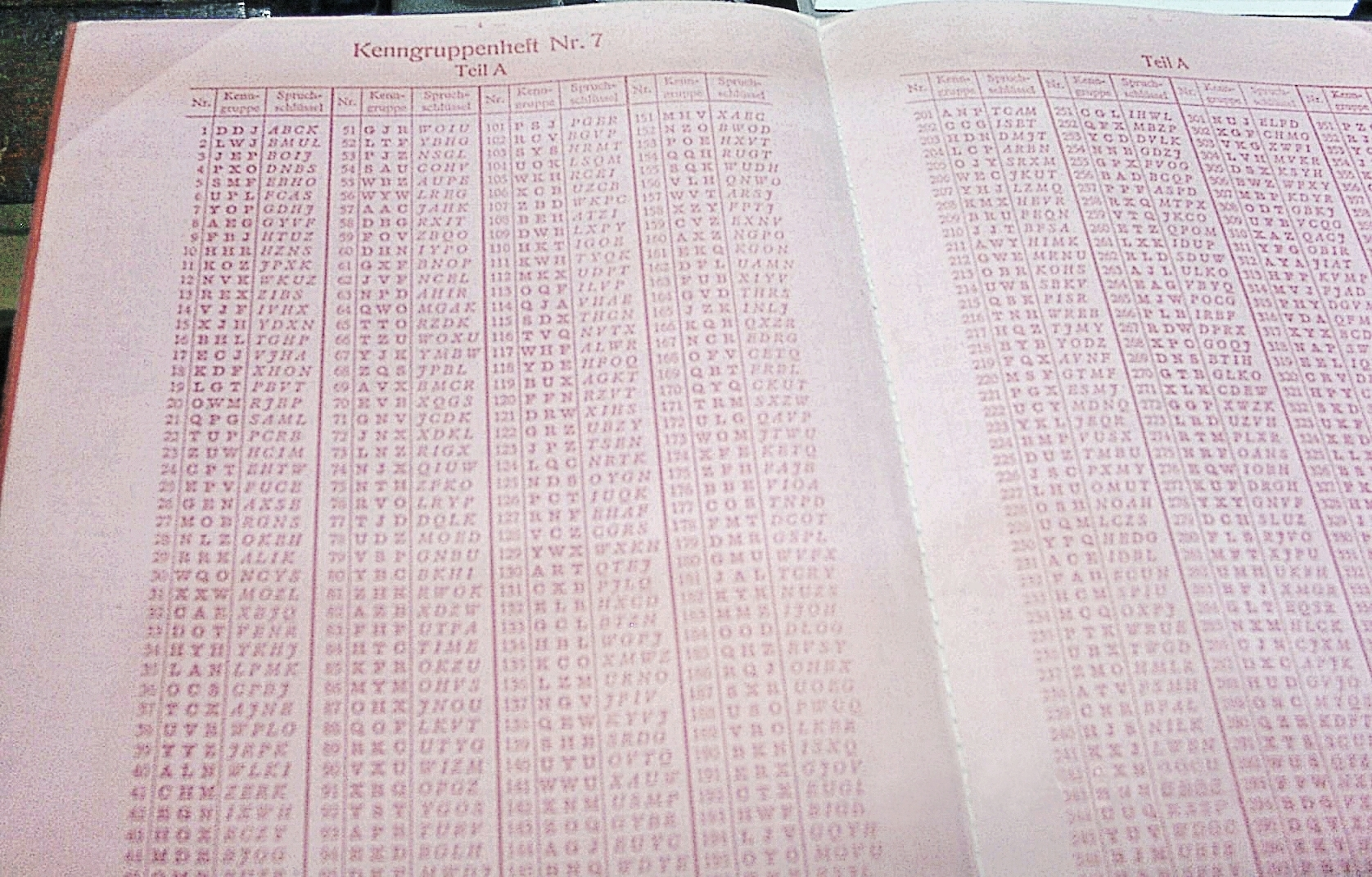
鹵獲したUボートから回収したエニグマのコードブック

具体的には、暗号化ローターの配線を復元するためにレイェフスキは毎日傍受している暗号化文書の最初の6つの文字について、まず調査を始めることにした。この部分は、後に続く文書を暗号化するための鍵を相手に伝えている部分である。同じ鍵で暗号化する文章の量は少ないほど安全なので、オペレータは通信する度にその場限りに選んだ3文字の鍵をつかって通信を暗号化することになっていた。この手順は導入手順とよばれ、手順はコードブックから読み取った日鍵に対応するローターのセッティングを使用して行う。ローターの初期設定は、例えば、AOHというように、コードブックのとおりにオペレータによって設定される。次に、例えば、EINのようにその場限りの組み合わせを選ぶ。この文字の組み合わせがこの通信自身の鍵となる。この通信鍵は、間違いを防ぐために2度繰り返してEINEINというように入力される。これがコードブックの日鍵で暗号化されると、XHTLOAのようになる。これが暗号化された通信の最初に発信される。通信鍵の送信後、オペレーターはローターの位置をEINに合わせ、通信文を入力し暗号化する。ドイツ軍にとっては不幸なことに、同じ3文字の文字列が2度繰り返されている6文字のヘッダーがエニグマの最大の弱点となり、記号同士を関連づける巡回置換を特定することに役立った。レイェフスキは1文字目と4文字目、2文字目と5文字目、3文字目と6文字目が、元の平文では同じ文字であることを知っていたからである。このことはエニグマ暗号を破る次のステップとなる。
レイェフスキは、この組をつくる文字同士の関係を調べることにした。例えば、もし同じ日に発信された（つまり、同じ日鍵でヘッダーを暗号化した）4つの通信文がそれぞれ次のような記号列で始まっていたとする。BJGTDN、LIFBAB、ETULZR、TFREII。これらの通信ヘッダーの1文字目と4文字目をみると、つながりがあることがわかる。BはTにつながっている。 LはBに、 EはLに、TはEにつながっている。充分な量の暗号文を分析すると次のようなことがわかるわけである。BはTにつながり、次はEに、その次はLに、さらに次はBにつながっている（模式図を参照）。この場合は「長さ4の巡回置換」である。というのも、4回の置換で元の文字に戻ってくる巡回置換だからである。同じ日の暗号通信で、A{\displaystyle \rightarrow }F{\displaystyle \rightarrow }W{\displaystyle \rightarrow }Aのような短い「長さ3の巡回置換」も見つかることがある。充分な量の暗号通信が手に入れば、全てのアルファベットに関するその日の置換を特定することができた。その日一日はそれらの置換は一定しており、次の日になると変化するのであった。同じ分析を、2文字目と5文字目、3文字目と6文字目の組についても行うことができる。
このことに加えて、エニグマのオペレーターが通信文のヘッダーに、簡単に推測できる文字の組み合わせ（恋人の名前やイニシャル、ABCや、キーボード上で隣り合っているJKLなどの文字）を使用する傾向にあるので、レイェフスキは次にどんな6文字の順列が出てくるかわかるようにさえなった。

### フランス情報部
このヘッダーの文字の順列は、入口ローター、暗号化ローター、反転ローター、プラグボードを流れる電気信号を表すたくさんの未知数を含む方程式の形で書くことができた。しかしある時期、未知数が非常に多いことに関係して、レイェフスキの方程式がとてもに複雑なものになってしまった。1930年にレイェフスキが語ったところによれば、これらの方程式のほとんどは追加のデータがなければ解を与えないものだったという。フランス情報部の一部門、ギュスターヴ・ベルトラン少佐に率いられた第2局は、このようなデータを、暗号名「アッシュ」の名で呼ばれていたハンス＝ティロ・シュミットより入手し、これはポーランド側に引き渡された。フランスから受けとったデータには、1932年の9月と10月の分の暗号機の設定一式が含まれていた。レイェフスキはおそらく1932年12月9日か10日にこれを入手し、これを分析した結果、方程式からケーブルの接続に関係する要素を消去することができた。それ以来、未知数の少なくなった方程式が計算上の大きな問題となることは無かった。
軍で使用された暗号機のキーボード配列が、レイェフスキの持っていた商業用エニグマと違っていたことは次の問題であった。民生用のものは、通常のタイプライターのキーボード配列と同じであった（左上段がQWERTZU...となっているもの）。これらのキーはキーの並んでいる順に入力ローターにつながっており、Q{\displaystyle \rightarrow }A, W{\displaystyle \rightarrow }B, E{\displaystyle \rightarrow }C というように入口ローターで変換された。軍用のものではキーがアルファベット順にならんでおり、A{\displaystyle \rightarrow }A, B{\displaystyle \rightarrow }B, C{\displaystyle \rightarrow }C と言う具合に入口ローターで変換された。この民生用と軍用のキーボード配列の違いは、イギリス情報部の努力を無為にしてしまった。イギリス情報部は、軍用キーボード配列では文字が当たり前すぎる単純な変換であることに気がつかなかったのである。レイェフスキの場合、おそらく直感的に、またドイツ人の秩序立った性質を知っていたことからこの変換も考えに入れていた。レイェフスキは自身の回想録にこう書いている。「N個目のローターで接続を示す数字が、私の鉛筆から魔法のように現れ始めた。こうして、最初の正しいローターの配線を知ることができたのである」
フランス情報部により提供されたエニグマの設定情報のセットには、2ヶ月間の暗号ローター位置の変更情報が含まれていた。2ヶ月目には1番目のローターを別のものに代えることになっていた（ドイツ側は3ヶ月に1度、1番目の暗号ローターを交換していた）。最初の入力ローターと同じようにして、レイェフスキはこのローターの配線を解析した。後になって、たとえフランスが提供している資料が、暗号の交換時期を含んでいないとしても、同じ方程式を使って、次のローターの配線を解析することができるようになった。残りのローターの配線の解析は相当に簡単にできるようになっていた。実際、その年の終わりまでに残りの暗号化ローターと反転ローターの配線の解析を終えた。レイェフスキが持っていたエニグマの操作マニュアルには、ある設定における平文と暗号文の例が含まれていた。この例を使って解析が正しいかどうかを確認することができ、また配線を一意に決めることができた。
戦後、もしフランス情報部からの情報がなかったら、ローターの配線を決定することができただろうかと考える人もいた。レイェフスキ自身は1980年の回想録の中で、情報部からの情報がなくても同じ結論に行き着くことはできたであろうが、それは「正確でもなく、困難な」方法であり、かなりのレベルで偶然に頼った方法になったであろうと書いている。2005年に数学者のジョン・ローレンスが書いているところでは、4年間研究すれば成功の可能性がある程度あったであろうとしている。レイェフスキはつづけて、「情報部からの情報が、暗号機の解読を決定づけたと考えるべきである」と書いている。

## エニグマの日鍵を解読する方法

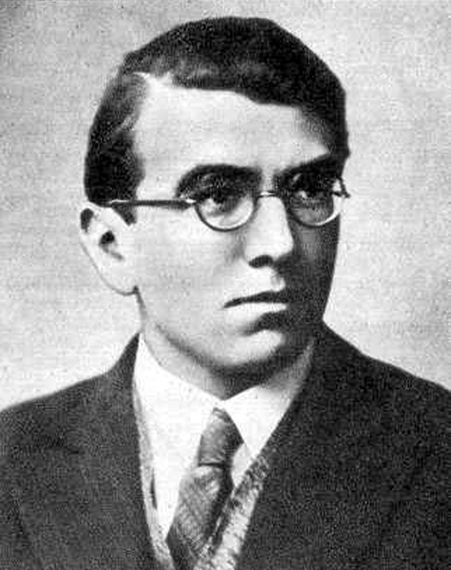
ヘンリク・ジガルスキ（1908年 - 1978年）

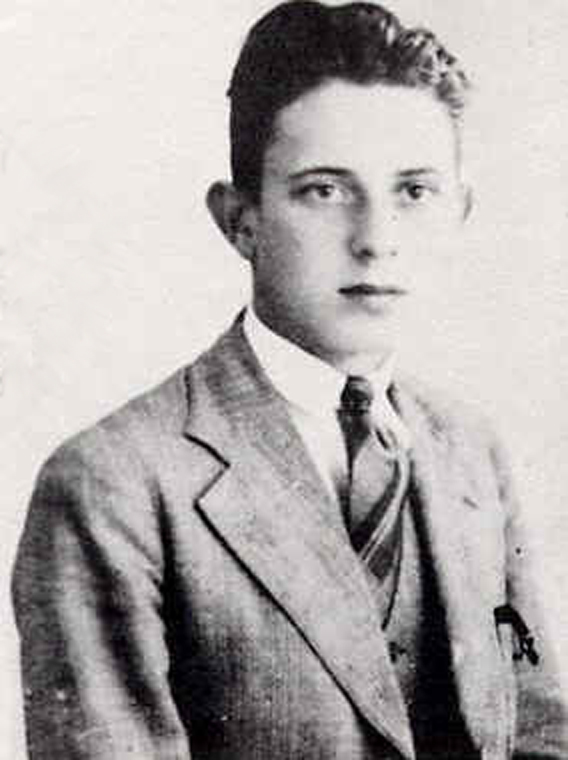
イェジ・ルジツキ（1909年 - 1942年）

1933年の初め、レイェフスキが残りの暗号ローターの配線の解析をしている際、エニグマ暗号の解読を機械的に行う方法と道具を考案するために、ルジツキとジガルスキが合流した。フランス情報部からはひきつづき暗号局にエニグマの設定に関する情報が提供されたが、その情報はレイェフスキやその仲間の手には全く渡らなかった。このような事になったのは、おそらくフランスに頼らない自分たちの方法で暗号文を解読できるようにし、 情報活動によって得られていた鍵が手に入らなくなった場合にでも、解読が出来るようにするためであったのであろう。レイェフスキは以下のように回想する。
「今や機械は再現したが鍵がないし、ベルトランに毎月鍵を送ってくれるように頼むわけにもいかない。状況が以前とは反対になった。以前は鍵があって、機械がなかった。この問題は解決済みで、今度は機械はあるのに鍵がない。そこで日鍵を見つける方法を考えることが必要になった。」

### 暗号解読の初期の方法
暗号化の手順や暗号機自体が絶え間なく改良されることに対応して、エニグマ暗号の解読方法も多く考案されることになった。最初の方法は表をつくる方法で、とても手のかかる作業であった。この方法は、プラグボードでは6組の文字を交換しているだけで残りの14文字は変化しないという原理に立脚している。次の方法はルジツキの時計の方法という方法で、与えられた日にもっとも右にあるローターがどれなのかをかなり良い確率で決めることができた。
1936年10月1日以降、ドイツはプラグボードで交換する文字の組を増やした。その結果として表を作る方法では手に負えなくなってしまった。しかし、1935年か1936年ごろに考案した特性カードを使用した方法は、プラグボードでの交換の組数に影響を受けなかった。 一連の特性カードは、レイェフスキが作成して「サイクロメータ」と名づけられた機械を利用して作られた。サイクロメータは巡回する順列を数えることができたのである。全ての特性の一覧を作成した後は、正しい順列を読み取ることができ、その順列はある与えられた日のローターの設定に対応させることができたのである。
サイクロメータはエニグマの暗号化ローター2組から出来ている。エニグマが生成する巡回順列の長さと数を決めるために使用された。しかしこの機械をもってしても、完全な特性一覧表を作るのは難しく、時間のかかる課題であった。ローターの17576通りのとり得る組み合わせそれぞれに対し6通りのとりうるローターの並べ方があり、全部で105456通りの場合を調べることが必要であった。最初の特性一覧表を作るのには大変時間がかかる作業で、ほとんど1年を要した。これは1935年末ごろに完成し、その後は12分から20分で日鍵を特定することが可能になった。1937年11月1日ないし2日ごろ、ドイツはエニグマの反転ローターを更新した。これは特性一覧表を最初から作り直さなければならないことを意味した。しかし、1938年1月には、ドイツの暗号解読を担当する暗号局BS4課は、入手済みのエニグマ暗号文章の概ね75%を解読することが出来た。レイェフスキの意見では、人数を少し増やすだけで90%解読することも可能であった。

### レイェフスキのボンバとジガルスキのシート
1937年、レイェフスキと暗号局のドイツ暗号解読担当部門は、ワルシャワ近郊、ピレ付近、カバティの森（ワルシャワ市南部にある現在のカバティ森林保護地域）にある秘密本部に移動した。1938年8月15日、ドイツは暗号化と日鍵の送信方法を変更し、そのときのエニグマ暗号解読方法が全て使えなくなってしまった。ポーランドの暗号チームは、あたらしい解読方法を開発するべく即時に反応した。そのひとつがレイェフスキのボンバであった。それは、電気モーター駆動の機械で、エニグマのコピー6台を接続したものであり、日鍵を2時間でつきとめる能力があった。11月半ばまでにこのタイプの機械を6台作成した。プラグボードによって変換される文字の組は限られているという前提に基づいている、先の表を使う方法と同じ原理の方法で、ボンバは日鍵を見つける。なお、イギリスが 対二次世界大戦中に、エニグマ暗号を解読するために使用した基本的な装置であるボンブは、レイェフスキの装置にヒントを得て作られ、名前も同じだが（ポーランド語ではこの機械をボンバ(bomba)と名づけられたが、これは英語のボンブ(bombe)と同義）動作の仕組みは全く違うものである。

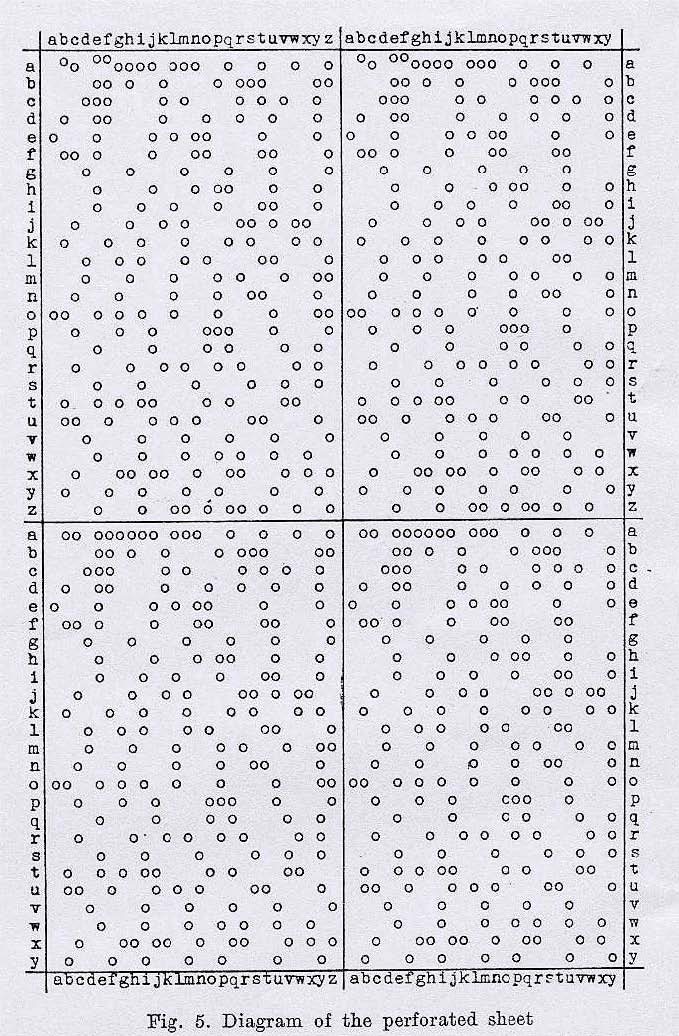
"ジガルスキのシート"のひとつ（1938年）

レイェフスキがボンバを製作したちょうど同じ頃、ジガルスキは穿孔された大きな紙のシートを使って解読する別の方法を確立しようとしていた。これはジガルスキのシートと呼ばれ、プラグボードによる文字の入れ替えの影響を全く受けない方法だった。しかし、1938年12月15日に変換ローターのセットに2種類の新しいローターが加えられ、解読作業は10倍の労力が必要となり、レイェフスキのボンバもジガルスキのシートも作業の効率が落ちていった。新しい暗号化方式で暗号化された文章を解読するためには、60台の暗号暗号ボンバを作成し、相当数のジジガルスキのシートのセットも作らなくてはならなかった。しかし、これだけのものを準備するために必要な費用は、暗号局の予算の15倍を超えた。加えて、1939年1月1日暗号化の方法が再度変更されドイツがプラグボードによって変換する文字を12から20に増やすと（これによってプラグボードの設定が1000倍以上に増える）ボンバによる解読はますます進まなくなった。

### イギリスとフランスに渡した解読の成果
戦争が避けがたい状況になり、また常に変更されるエニグマのテンポについていくために必要な単純作業の係員や工業設備、それらのための予算といったリソースがポーランドでは十分でないことが明らかになるにつれ、ポーランド軍参謀本部は政府の同意の下で、エニグマ暗号解読の秘密を同盟国と共有することに決めた。そして、ピレで1939年7月26日に行われたイギリスとフランスの情報機関との会合の際に、ポーランドの解読方法が明らかにされた。
エニグマの解読方法という西の同盟国へのプレゼントは良い時期（第二次世界大戦勃発のわずか1ヶ月前）に手渡された。エニグマが解読しうることを知った西側の暗号専門家はやる気をおおいに高めた。イギリスでは戦争勃発後わずか数ヵ月後にはエニグマ暗号解読に着手しており、1939年12月の半ばまでに少なくとも2セットのジガルスキのシートを仕上げた。そのうちのひとつは、パリの近くのグレ＝ザルマンヴィリエールにあるヴィニョール城で活動しているブルーノ暗号解読機関に送られた。
ポーランドでの成果無しではイギリスがエニグマ暗号を解読できた確率はとても低かったと言われている。ヒュー・シーバッグ=モンテフィオーレが指摘するところでは、ポーランドからの情報がなければ、ドイツ国防軍とドイツ空軍のエニグマ暗号を破るのは早くても1941年11月（エニグマの本体とコードブックを鹵獲した後）のことだっただろうし、、エニグマに似た暗号機を使ったドイツ海軍の暗号を破るのは1942年より後のことであっただろう。また、ブレッチレー・パークにあるイギリス暗号解読機関の暗号専門家であったゴードン・ウェルチマンによれば、ハット6でドイツ国防軍とドイツ空軍のエニグマ暗号の解読に携わっていた者たちは「ポーランドからぎりぎりのタイミングで得ることの出来た軍用エニグマの詳細とその運用方法を知らなければ何も進めることが出来なかったであろう」
とても複雑なドイツの暗号から得られた秘密情報はイギリスやアメリカでは「ウルトラ」の暗号名で知られており、概ねエニグマによる暗号文書から得られたものであった。連合国側の勝利に対するウルトラ作戦（この暗号名はエニグマ暗号を破った事実が最重要機密よりさらに高度な機密にあたる―超最重要機密である―という意味が込められている）の実際の影響については議論の余地があるが、ヴワディスワフ・コザチュクとイェジ・ストラシャクは自分の著書の中で「ウルトラが戦争の終結を2年早め、おそらくはヒトラーの勝利を阻んだと一般的に信じられている」としている。また、イギリスの歴史家でブレッチレイパークでも働いていた、サー・ハンリー・ヒンズレーもやはり「少なくとも2年、ことによると4年戦争の終結を早めた」としている。ウルトラ情報に近づくことができたのも、早い時期にポーランドの暗号家によってエニグマ暗号が破られたことに負っていると考えてよい。

## フランスとイギリスでの仕事

### ブルーノ暗号機関
戦争が勃発した後、1939年9月にはレイェフスキは暗号局のメンバーとともにポーランドからルーマニアに避難した。ジガルスキやルジツキと一緒にブカレストの避難民キャンプに潜み、拘束されることを避けた。そこではイギリス大使館との連絡も保った。もっとも、イギリスはポーランドの暗号家たちを助けることをことわったので、「ボルカ（ギュスターヴ・ベルトラン）の友達」としての関係があったフランスが彼らを助けることになった。パリからの指令を受け取った後、フランス大使館要員は即座にフランスへ避難させる準備を行い、9月の終わり頃にはフランスに到着した。
10月20日からはポーランドの暗号家達はパリから40km北にあるヴィニョール城に置かれたフランス-ポーランドの合同情報部隊であるブルーノ機関でドイツ軍の暗号解読に従事した。1939年12月から1940年にかけてエニグマ暗号は次々に解読されていった。ブルーノ機関はイギリスのブレッチレー・パークと協力関係にあり、ブレッチレー・パークからは解読されたドイツの通信内容がテレタイプで送られてきていた。暗号解読機関の秘密を守るためにこれらの通信はエニグマで暗号化され、皮肉なことに、「ハイル・ヒトラー!」の決まり文句で終わらせてあった。ドイツがフランスに侵入した後、1940年6月24日、ブルーノ機関はアルジェリアに避難した。

### カディス暗号機関
1940年9月ポーランドの暗号家グループは南部フランスに戻った。そこはドイツに占領されている地域ではなく、ヴィシー政権が掌握している地域だった。レイェフスキはリセ（当時のリセは中高一貫校）のフランス語教員ピエール・ラナウドとしてナントに留まった。ユゼから遠くないところにあるフゼ城に無線局を設置し、暗号名をカディスという暗号解読機関が設けられ、10月1日から活動が開始された。レイェフスキとその仲間の課題は、ドイツの電信に使用されていた暗号を破ることと、無線で使用されていたスイスのエニグマを破ることであった。実際には、カディス機関ではエニグマ以外の暗号解読にもっぱら従事していた。
1941年11月初め、レイェフスキとジガルスキはポーランドの暗号機ラチダを破ってみるように要請を受けた。戦前にポーランド暗号局が開発した暗号機で、カディス機関とロンドンのポーランド軍参謀本部との通信に使用していたのである。エニグマに似て暗号化ローターを備えた暗号機（ただしプラグボードは備えていない）であるが、エニグマ暗号解読作業が優先していたので、それ以前にラチダ暗号を暗号専門家に評価してもらうことはなかったのである。驚いたことにレイェフスキとジガルスキは簡単にラチダ暗号を解いてしまった。ラチダで暗号化された文章の最初を解読するのに2、3時間しかかからず、同じように続きも解読したのである。ドイツ軍の情報部によってラチダが破られる可能性はわずかだとはいうものの、グヴィドン・ランゲル大佐はカディス機関での使用をやめるように進言した。
アルジェリアには、マクシミリアン・チェンシュキが指揮するカディス暗号機関の支部が残されていた。2、3ヶ月ごとに双方の暗号家はフランスとアルジェリアの間を行き来していた。1月9日移動の最中、乗っていたラモリシエール号が嵐のため沈没し、カディス機関の3人のポーランド人とフランスの将校が亡くなり、そのうちの一人がレイェフスキのグループで最も若いイェジ・ルジツキであった。
1942年になると電波の方向探知装置を備えたドイツの、無線探索部隊が反独無線局を探索しに現れるようになった。それでカディス機関の通信も次第に危険になってきたのである。11月6日アンテナを備えた車が一台、通信中にカディス機関の門のところにやってきた。敷地内に入ってきたわけではなかったが、隣の農家を詳しく調べていったので脱出を決意し、11月9日に脱出した。その3日後、ドイツの部隊はカディス機関の敷地内に入ってきた。

### フランスからの避難
機関で働いていたものたちは3人つづの2グループに分かれて逃亡することにした。11月11日、レイェフスキはジガルスキと一緒にまずニースに送られた。当時ニースはイタリア軍の占領下にあり、すでに疑いの目で見られていることから、居場所を変えつつ、ニースからも脱出する必要があった。ニースからカンヌ、アンティーブ、ニースに戻って、マルセイユ、トゥールーズ、ナルボンヌ、ペルピニャン、そしてスペインとの国境から遠くないアクス・レ・テルムにたどり着いた。
そこから先は地元のガイドを頼んでピレネー山脈を越えることにしていた。レイェフスキとジガルスキは、ドイツやフランスの監視を潜り抜けつつ、1943年1月29日にピレネー山脈を越え始めた。途中、国境付近まで案内してきたガイドに、持っていた金を全て拳銃で脅し取られたりすることもあった。それでもようやく国境をスペイン側に越えたのだが、そこで警察に拘束されてしまった。まずセオ・デ・ウルヘルの刑務所に送られ、3月24日にリェイダの別の刑務所に移された。最終的にはポーランド赤十字社の助けで5月4日に開放され、マドリードへ送られた。その後、レイェフスキとジガルスキはポルトガルへ渡り、HMSスコティッシュ号に乗ってジブラルタル海峡を渡った。1943年8月3日、そこからダグラスDC-3に乗ってイギリスへ飛んだのである。
暗号局のほかのメンバーは、レイェフスキたちほど運がよくなかった。グヴィドン・ランゲル大佐とマクシミリアン・チェンシュキ少佐はドイツに捕まってしまいシュロス＝アイゼンベルクの捕虜収容所（オフラグ：将校専用収容所）に送られた。アントニ・パルトとエドヴァルド・フォクチンスキはザクセンハウゼン強制収容所へ送られ、そこでパルトは連合軍の空襲に遭い、フォクチンスキは衰弱して、それぞれ命を落とした。

### イギリス

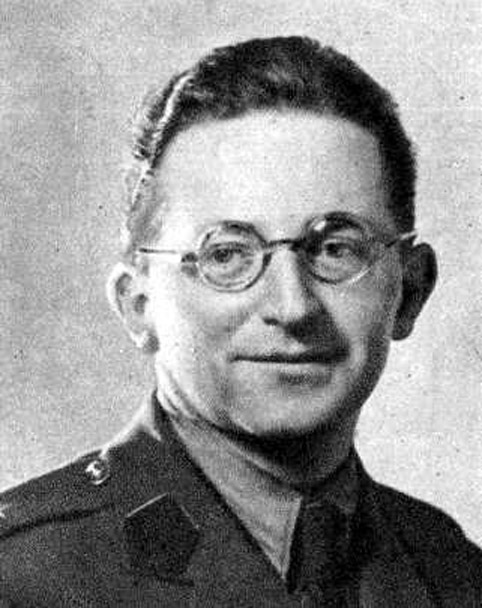
レイェフスキ中尉-イギリスにおけるポーランド軍にて。1943年から1944年にかけての写真。エニグマを破って約11年後。

8月16日レイェフスキとジガルスキは、ロンドン近郊スタンモア-ボックスムアにあるポーランド軍参謀本部無線部隊で2等兵として働き始めた。そこではナチス親衛隊と親衛隊情報部の暗号の解読に従事した。これらの組織はプレイフェア暗号で2度暗号化する方法（Doppelkassetten-二重カセット法）を使用していた。10月10日レイェフスキは中尉に昇進し、1945年1月1日には大尉に昇進した。
エニグマの解読の仕事はイギリスやアメリカだけで進められ、暗号局の仲間と一緒にエニグマ暗号解読の基礎を築いた二人はもう関係がなくなった。イギリスの暗号専門家アラン・ストリップは、機密保持ため当時のブッチレイ・パークではポーランド人の貢献はほとんど知らされていなかった、と書いている。当時のレイェフスキとジガルスキの仕事については、二重カセット暗号の仕事をさせることは、競走馬に馬車を引かせるのと同じだ（才能を無駄遣いさせている、という意味）とも書いている。

## 戦後

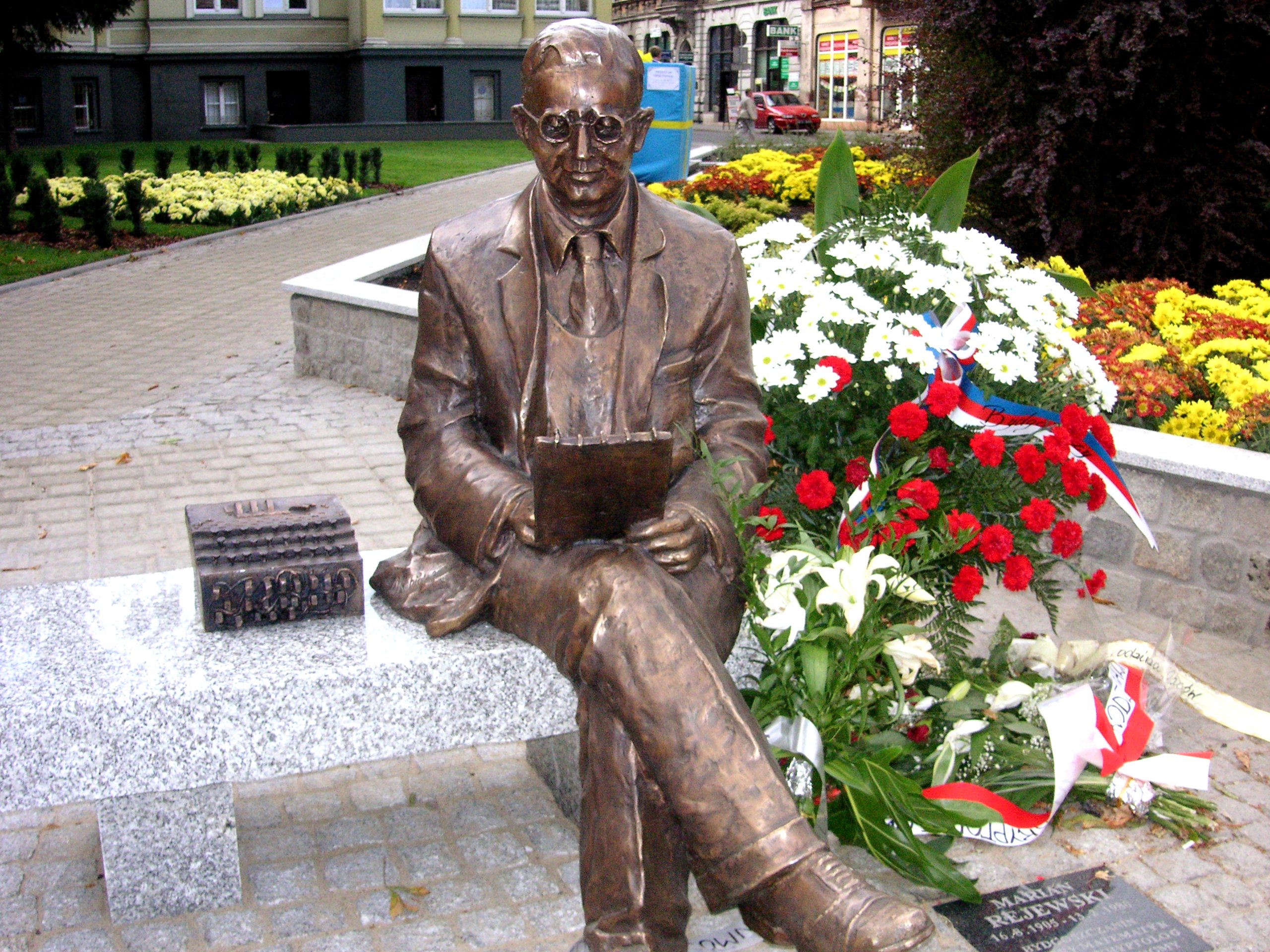
ビドゴシチにあるマリアン・レイェフスキの像（ミハウ・クビャク作）

1946年11月21日、レイェフスキはイギリスでの軍務から解放され、ポーランドに帰った。ポーランドに妻のマリア（旧姓をレヴァンドフスカといい、1934年6月20日にマリアン・レイェフスキと結婚した）と2人の子供、アンジェイ（1936年生）とヤニナ（1939年生）を残していたのである。最初は、戦争が始まる前に教えを受けた、ポズナン大学のズジスワフ・クリゴフスキ教授の薦めに従って、ポズナンかシュチェチンの大学で働こうと考えた。しかし、ビドゴシチに住む家族と離れて暮らさなければならなくなるので、その考えはやめにした。レイェフスキにとって非常にショックだったのは、帰国直後11歳の息子アンジェイがポリオで亡くなったことであった。その後まもなく、レイェフスキは地元の電線工場、ポーランドケーブルの販売部門で仕事を始めた。1950年までそこで仕事を続けたが、不穏な情勢の中、仕事を失ってしまった。次に県立労働協同組合に仕事を得た。その後は木工他製造協同組合で働き、1967年2月仕事を辞め障害年金、その後老齢年金で生活するようになった。
1949年から1958年の間レイェフスキは保安庁（内務省管轄下の公安組織、略称:SB）の監視を受けていた。レイェフスキとても穏やかで用心深く、控えめな人物であったので、戦時中に参謀本部第2部暗号局で働いていたという事実以外、戦時中の彼の運命やエニグマに携わっていたことが知られていなかったのである。引退してまもなくレイェフスキは回想録を書いた。その中でもっとも強力なドイツの暗号を破ったことで自分のなしたことを明らかにし、原稿は当時の戦史研究所（現在の戦史調査研究所）に預けた。1969年、レイェフスキは家族とともにワルシャワに居を移した。1973年、エニグマ解読に果たしたポーランド人達の功績が初めて公にされた。そのときからレイェフスキは様々な出版物やテレビの依頼に応じて、エニグマについて書いたり話したりするようになった。帰国した後もレイェフスキは、当時すでに将軍となっていたギュスターブ・ベルトランと手紙をやり取りしていた関係で、ベルトランはエニグマについて初めて本を書いた時、彼に頼まれその本をポーランド語に訳したりもした。亡くなる数年前には、ユゼフ・ピウスツキとポーランド社会党の同士との間で1904年に交わされた秘密書簡の暗号を解いた。1978年1月12日にはポーランド復興オフィツェルスキ十字勲章を受勲した。虚血性心疾患を患っていたレイェフスキは、1980年2月13日、心筋梗塞を起こしワルシャワの自宅で亡くなった。74歳であった。ポボンスコフスキ通りワルシャワ軍人墓地B39区に埋葬されている。
ポーランドの暗号解読者の業績はポーランド国内外を問わず評価されている。戦前や戦後、またエニグマ暗号を破ったことが一般に知れ渡った後、ポーランドの多くの勲章を授与された。近年でも、例えば2000年レイェフスキはルジツキとジガルスキと共にポーランド大十字復興勲章を受勲した。また、2005年7月4日には、英国参謀総長より、本人に代わってレイェフスキの息女が第二次大戦章（第二次大戦中英国軍に従軍したものに与えられた記章）を受けとった。この記章は戦後すぐに授与されていたものであるが、レイェフスキに手渡すことができなかったので、2005年の授与となったのである。
1979年レイェフスキ、ルジツキ、ジガルスキはロマン・ヴィノチェック監督の映画『エニグマの秘密』（Sekret Enigmy）の主人公となった。その後、1980年11月14日、この映画を8回シリーズのテレビドラマにした『エニグマの秘密』（Tajemnica Enigmy）が放映され始めた。テレビドラマでは主人公たちの個人的なエピソードで話を膨らませ、また歴史的人物をより多く登場させた。1983年、ポーランド郵便はエニグマ暗号解読50周年を記念した記念切手を発行した。また、ブレッチレイ・パーク、在イギリスポーランド大使館、フランスのユゼなどにポーランドの暗号解読者達を記念する記念碑がある。レイェフスキの生まれ故郷であるビドゴシチには、彼の名をつけた通りや学校があり、住んでいた家には記念碑が掲げられている。レイェフスキの生誕100年にあたる2005年にはレイェフスキの業績を記念する彼の像が置かれた。この年にはレイェフスキの顔が描かれた記念切手も発行された。エニグマ暗号解読75周年（2007年）には造幣局が、2zł、10zł、100złの記念硬貨を発行した。
2006年1月23日に、ビドゴシチ・カジミエーシュ大学の数学研究室の講堂にマリアン・レイェフスキの名前がつけられた（マリアン・レイェフスキ講堂）。講堂内にはミハウ・クビャクの作によるレイェフスキの像の複製があり、数学へといざなっている。レイェフスキ像のオリジナルは、ビドゴシチのグダニスク通りとシニャデツキ通りの交差点にある。
|  |